# 2018년 동계 올림픽 알바니아 선수단
2018년 동계 올림픽 알바니아 선수단은 대한민국 평창에서 개최되는 2018년 동계 올림픽에 참가하는 올림픽 알바니아 선수단이다. 이번이 역대 네 번째 동계 올림픽 참가이다.
2017년 알바니아 올림픽 위원회는 사상 최대인 세 명을 이번 동계올림픽에 출전시키는 것을 목표로 하고 있다고 밝혔다. 현재 알바니아 선수단은 알파인스키 종목에 참가하는 선수 두 명으로 이뤄져 있다.

## 참가 선수
다음은 종목별 선수 참가 현황이다.
| 종목       | 남자 | 여자 | 총합 |
| ---------- | ---- | ---- | ---- |
| 알파인스키 | 1    | 1    | 2    |
| 총합       | 1    | 1    | 2    |

### 알파인 스키
알바니아에는 총 두 명의 선수에게 출전권이 배정됐다. 각각 남녀 한명씩이다.
| 선수 | 세부 종목 | 1차 시기 | 1차 시기 | 2차 시기 | 2차 시기 | 합계 | 합계      |
| 선수 | 세부 종목 | 기록     | 순위     | 기록     | 순위     | 기록 | 최종 순위 |